# Dave Cortez
Dave „Baby“ Cortez (* 13. August 1938 in Detroit, Michigan; eigentlich David Cortez Clowney; † 2022) war ein US-amerikanischer R&B-Musiker (Orgel).

## Leben und Wirken
Clowney lernte Klavierspielen wie sein Vater, der ebenfalls Pianist war. Nach zehn Jahren wechselte er zur Orgel. Mitte der 1950er spielte und sang er in einer Band namens „Pearls“ (1955–1957). Danach brachte ihn Label-Besitzer Paul Winley mit der Doo-Wop-Band The Jesters zusammen, für die er Arrangeur und Begleitmusiker wurde. Als Studiomusiker spielte er für Gladys Knight & the Pips, die Isley Brothers und die Chantels, mit Little Anthony & the Imperials war er auf Tour. Daneben bekam er jedoch auch die Gelegenheit zu Solo-Plattenaufnahmen.
Zuerst versuchte er es als David Clowney, 1958 nahm er dann das Instrumental The Happy Organ auf, das er selbst zusammen mit Ken Wood und James J. Kriegsmann geschrieben hatte, und nannte sich „Dave Baby Cortez“. Die Melodie war eine Abwandlung des Kinderlieds Short'nin' Bread und die neue Version hieß ursprünglich The Dog and the Cat. Es war als Pop-Rock-Gesangsstück mit Klavierbegleitung gedacht. Clowney versuchte es mit seiner Hammond-Orgel und hatte damit den ersten großen R&B-Hit mit einer Orgel. Das Instrumental erreichte Platz 1 der US-Billboard-Charts.
Mit The Whistling Organ ließen die drei Autoren gleich noch eine Single im gleichen Stil folgen, die allerdings nur noch bis Platz 61 der Hitparade kam. Es folgte Single um Single, ohne dass noch einmal ein Hit gelang, und Dave Cortez wäre ein One-Hit-Wonder geblieben, mit einem Wechsel der Plattenfirma kam der Erfolg jedoch zurück. Die erste Single bei Chess Records erreichte drei Jahre nach seinem letzten Hit die Top 10 der Charts. Das zusammen mit Paul Winley geschriebene Rinky Dink war ein Instrumental im Cha-Cha-Cha-Stil.
Bis Ende 1963 konnte Dave Cortez noch einige weitere Chartplatzierungen für sich verbuchen, dann wurde es – auch mit dem Beginn der „British Invasion“ – erneut ruhiger um ihn. Es erschienen noch einige LPs bei verschiedenen Labels und 1973 hatte er mit Someone Has Taken Your Place noch einen R&B-Top-50-Hit. Ende der 1970er-Jahre zog er sich jedoch aus dem Musikgeschäft zurück und ging seitdem einem regulären Beruf nach.

## Diskografie
Singles
- 1956: Movin’ ’n’ Groovin’ / Soft Lights (als David Clowney)
- 1957: Hoot Owl / Shakin’ (als David Clowney)
- 1958: Honey Baby / You Give Me the Heebie Jeebies (als Baby Cortez)
- 1958: You’re the Girl / Eeny Meeny Miney Mo
- 1958: The Happy Organ
- 1959: The Whistling Organ
- Piano Shuffle / It’s a Sin to Tell a Lie
- Dave’s Special / Whispers
- Deep in the Heart of Texas
- I’m Happy / You’re the Girl
- Cat Nip
- The Shift / Hurricane
- Summertime / Walking with You
- Tootsie / Second Chance
- 1962: Rinky Dink
- 1962: Happy Weekend
- 1962: Fiesta
- 1962: Tweedle Dee / Gift of Love
- 1963: Hot Cakes
- 1963: Organ Shout
- Happy Feet / Gettin’ to the Point
- You’re Just Right / Let Me Come Home
- 1973: Someone Has Taken Your Place